# Angostura bitter
Angostura bitter är en spritbaserad örtessens som vanligen används som smaksättare i olika drinkar. Den skapades 1824 som ett botemedel för sjösjuka och magåkommor av den tyska militärläkaren Johann Gottlieb Benjamin Siegert i Simón Bolívars armé i Venezuela. Senare grundade Siegert House of Angostura, ett företag som sålde örtessensen till sjömän. Den skall inte förväxlas med Orange bitters, som också finns i Angosturas sortiment.
Drycken exporterades till England via bland annat Trinidad där den tillverkas idag. Den blev populär i många olika sorters  cocktail inte minst tack vare engelska flottan, Royal Navy och drycken Pink Gin, rosa gin, det vill säga Plymouth gin med en skvätt angostura bitter. Det är den röda angostura bittern som färgar drinken rosa.
Angostura bitter användes i både aperitifer och digestifer. Det vill säga både för att stimulera aptiten och för att underlätta matspjälkningen.
Namnet kommer från staden Angostura, nuvarande Ciudad Bolívar, Venezuela. Trots namnet innehåller den inte någon bark från angosturaträdet, en medicinskt använd bark som också har fått sitt namn från staden.